# Torben Weinreich
Torben Weinreich (født 6. januar 1946) er en dansk forfatter og lærer. Han er professor i børnelitteratur og var fra 1998 til 2004 leder af Center for Børnelitteratur ved Danmarks Pædagogiske Universitet i København. Som børnebogsforsker har han bidraget aktivt til den faglige debat om genren i Norden. 
Han har udgivet flere bøger om børnelittertur, deriblandt Leksikon for børnelitteratur sammen med sin kone Kari Sønsthagen i 2003. Han lavet en kanon for børnelitteratur mellem 1800 og 1950.
Weinreich var tidligere kommunist og medlem af ledelsen af Kommunistisk Arbejderparti. Han blev i 2003 interviewet til Weekendavisen om sin ungdom af den tidligere partifælle Peter Øvig Knudsen.